# Дъблин (Калифорния)
 Тази статия е за града в щата Калифорния, САЩ.  За столицата на Република Ирландия вижте Дъблин.  
Дъблин (на английски: Dublin) е град в окръг Аламида, в района на залива на Сан Франциско, щата Калифорния, САЩ. Дъблин е с население от 29 973 души от преброяването през 2000 г. Дъблин е с обща площ от 32,60 кв. км (12,60 кв. мили).